# Fixing a Hole
A Fixing a Hole az ötödik dal a The Beatles 1967-ben megjelent Sgt. Pepper’s Lonely Hearts Club Band című albumáról. A dal szerzői John Lennon és Paul McCartney voltak. Híres tény, miszerint a felvételeken részt vett egy Jézus Krisztus külsejű férfi is. McCartney később így emlékezett vissza:
Sok olyan embert szoktunk ismerni, akik esetleg bizonytalanok, érzelmi összeomlásokon mennek keresztül vagy bármi más. Azt mondtam ennek az embernek: "El kell mennem  a stúdióba, de ha megígéred, hogy nagyon csendes leszel, és csak ülsz egy sarokban, akkor jöhetsz." Így volt, eljött az ülésre, és nagyon csendesen ült, vsizont soha nem láttam utána.

## Közreműködött
- Paul McCartney – ének, csemballó, basszusgitár
- John Lennon – háttérvokál, basszusgitár
- George Harrison – háttérvokál, gitár, maracas
- Ringo Starr – dob
- George Martin – csemballó

## Külső hivatkozások
- Fixing a Hole (audio) a YouTube-on